# 林韻宮
林韻宫（？—？），原名椒之，字韻宫，广东省信宜县西江（北界镇）人，清末民初学者、中华民国政治人物。

## 生平
1918年，林韻宮当选中华民国第二届国会参议员。1920年，中华民国第二届国会解散。
1919年，参议院陈焕章、林炳华提出了“尊孔法案”，连署议员57人。陈焕章向国会提出“尊孔法案”，主张尊孔读经。陈焕章认为，政府不祀天，使得南北不能统一，生民困苦，“阻碍南北之统一，增益民生之艰苦乎？”上天多次降灾，政府却不知恐惧修省，政府不祭天，不畏天威，从而“失代表国民之义矣”。为了倡导祭天之礼，陈焕章还论证了祭天并非为帝制服务，从而将祭天与帝制切割。议员林韻宫认为，尊孔法案的重点在经学存废，林韻宮称“经学存废，即孔子存废问题，孔子存废即国学存废问题，非细故也。学校废经，今已数稔，循此不复，十年以后，学者垂绝。”但最终“尊孔法案”还是未能在参议院获得通过。
据民国《钦县县志》的记载，民国九年（1920年）在钦县城东平心村发现唐刺史宁道务之墓的陶碑，发现时该碑已碎成十片，其旁附陶壶一个。后来，旅居钦县的林韵宫与冯子材的第七子等人，将散落到各处人家的陶片集中起来，以士敏土溶合，恢复了该碑原形。由此得出该碑是高四尺余的巨碑，是中国唯一发现的陶制墓碑。该碑刻有有关宁道务生平的碑文。据《钦州市志》载，该碑刻字通体为楷书，犹纯为北魏碑字体，共1500余字，该陶碑的六分之一存于广西壮族自治区博物馆。
李自芳家藏明仲尼式“中和”琴，为“大明崇祯八年”（乙亥，1635年）“潞国制”（即朱常淓制）。李自芳寓居北京时，购得此琴之后，先是交由修琴能手张笏臣整饬，随后嘱参议院同僚及朋友为该琴题鉴。李自芳为资深国会议员，而且“为人助力，则又不吝于资，……,皆感其诚。”所以所邀之人均为此琴题鉴，题鉴者有：黎元洪、徐世昌（二人曾任中华民国大总统）、夏同龢（光绪二十四年状元）、陈宝琛（同治戊辰科进士、溥仪的老师）、郑孝胥（书法家、清朝遗老）、樊增祥（清朝诗人、曾任中华民国参政员、参政）、王人文（光绪癸未科进士、中华民国参议员）、黄嵩龄（广东举人）、饶芙裳（梅州名士）、黄锡铨（外交官、广东议会会长）、徐傅霖（广东省高等审判厅厅长、护法军政府司法部部长兼大理院院长）、林韵宫（清末民初学者）等人。
林韵宫还给家乡的半月岩题过字。半月岩位于信宜的北界镇汕口村，是一块弧形巨石，高3米，长13米，因形似半边月亮而得名。岩壁上刻有“半月岩”大篆字；下方刻有对联：“鲲像选岩，刊圆穷恍入六峰海；蟾光临瀑，看倒景还呼半月泉。”均为篆体阴刻。下署：“甲戌里人林韵宫命名并题。”
在信宜县，镇隆李卓立和西江（北界镇）林韵宫的篆刻，艺术价值都很高。